# Chlorogomphus okinawensis
Chlorogomphus okinawensis – gatunek ważki z rodziny Chlorogomphidae.